# 山田屋

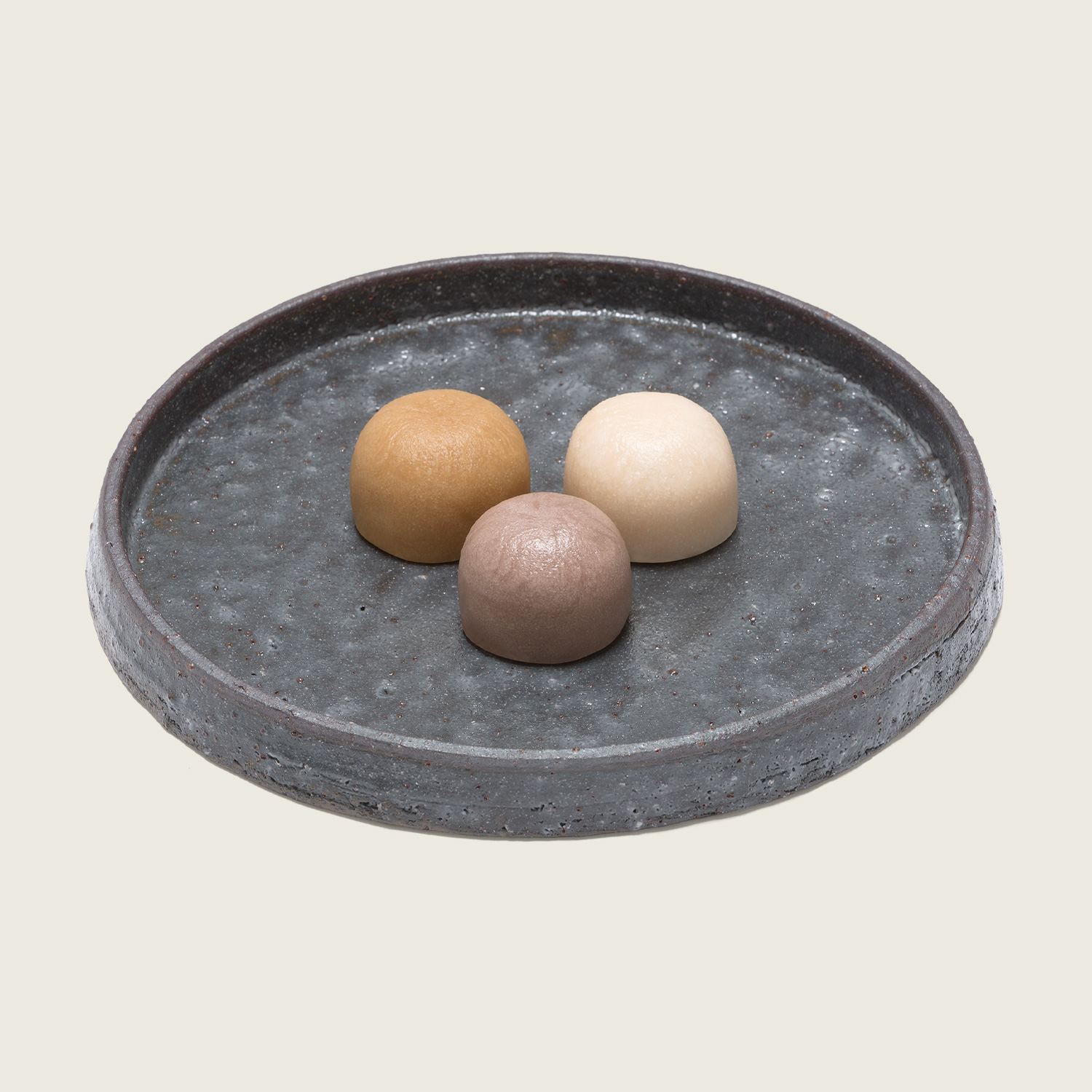
あじつどい「山田屋まんじゅう」「こきび」「まろぶ」

株式会社山田屋（やまだや）は1867年（慶応3年）に現在の愛媛県西予市宇和町卯之町に創業した製菓業者である。1988年には株式会社として改組した。「山田屋まんじゅう」のブランドとして、創業以来、一子相伝の製法を守り続けている。
本店は西予市。本社・工場は1990年に松山市堀江地区に移転したが、現在は2010年2月に松山市正岡神田地区（旧北条市）に移転している。
創業以来製造販売する菓子は「山田屋まんじゅう」だけであったが、近年はあんを使用したおしるこやドームクーヘン、白あんを使用したあじつどいも販売している。

## 直営店
県内
- 本店（西予市）
- 国道店（西予市）
- 松山店（1990年に出店）
- 道後温泉店（2009年に出店）
- ロープウェイ街店（2018年に出店）

東京地区
- 元恵比寿店（2015年）に出店

過去の直営店
- 西麻布店（1989年に出店したが、2015年に閉店）[3]
- 道後にぎたつ店（1998年に出店したが、道後温泉店出店にともない閉店）
- 宇和島店（2004年に出店したが、2021年に閉店）

その他全国各地の百貨店でも販売されている。